# Latte di monte

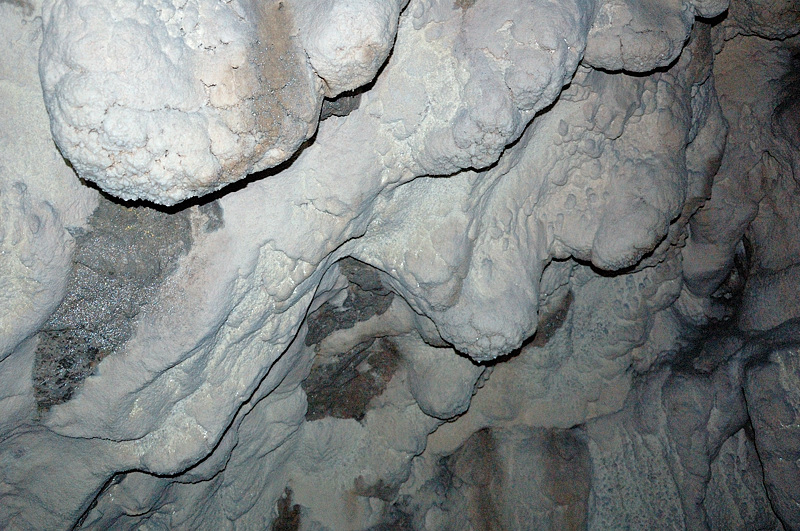
Moonmilk

Il latte di monte (Moonmilk in inglese) è un termine generico che indica un materiale pastoso di colore bianco, con un elevato contenuto in acqua (40-80 %), costituito da una sospensione di cristalli di grandezza micrometrica di materiali vari (calcite, idromagnesite, gesso).
Quando è secca si riduce ad una polvere di sostanze microcristalline.
I meccanismi di formazione sono vari e dipendono dalla composizione dei cristalli ma si possono individuare caratteristiche comuni che permettono la 
formazione di questo deposito:
- Temperatura compresa tra 3,5 °C e 5 °C.
- Acqua lievemente soprassatura.
- Umidità relativa vicina a 100.

Alcuni meccanismi biotici, in particolare riferibili ad azione microbica, secondo alcuni studi, sono ritenuti potenzialmente importanti.
Le condizioni per la formazione di questi depositi si ritrovano nelle grotte sotterranee nelle aree interessate da fenomeni carsici.